# 호라이즌 (보이 밴드)

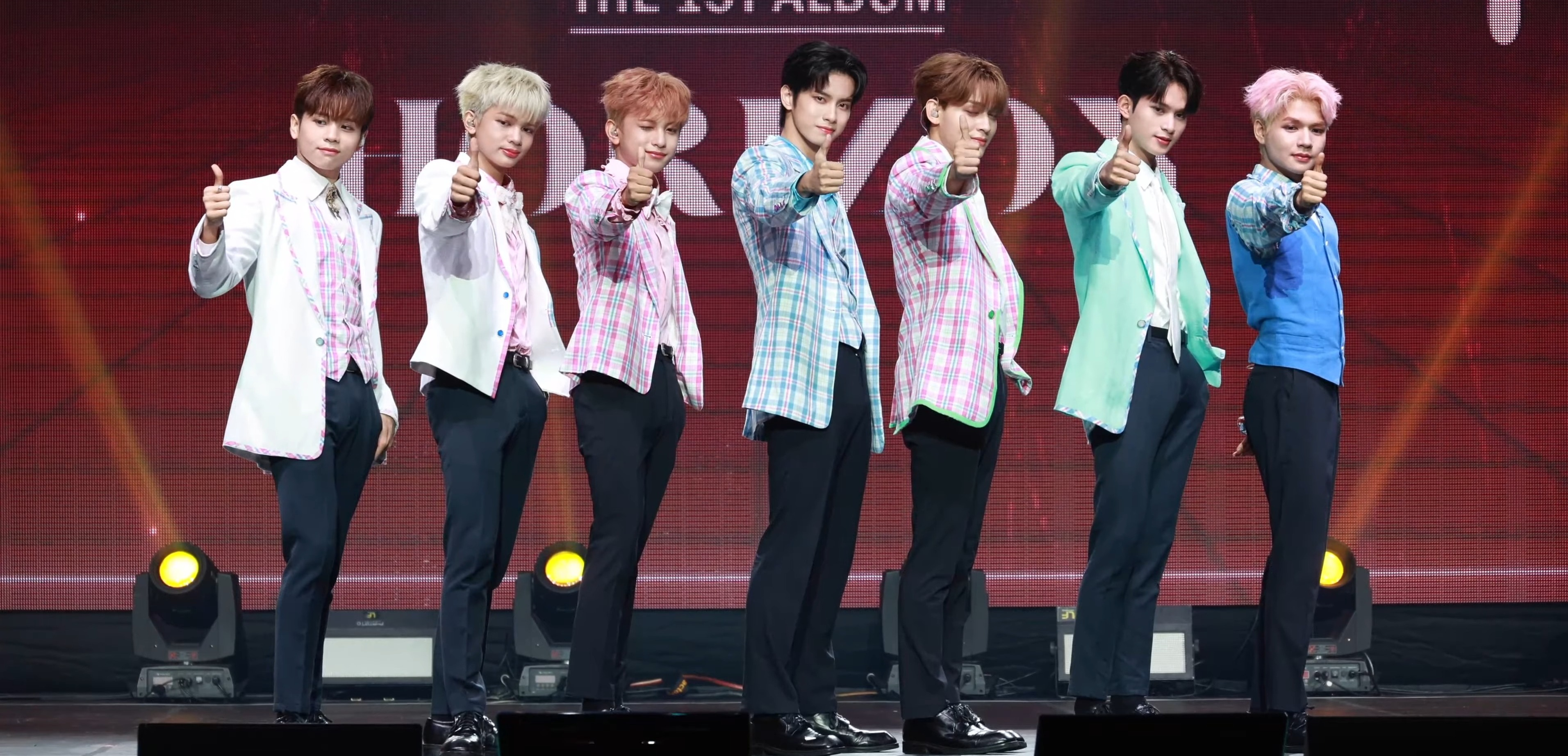

호라이즌(HORI7ON)은 2023년 결성된 대한민국의 필리핀계 보이 밴드이다. 빈치, 킴, 카일러, 레이스터, 윈스턴, 제로미, 마커스로 구성되었으며 대한민국에 데뷔한 첫 필리핀계 보이 밴드이다. 결성 이후 대한민국과 필리핀에서 활동하고 있다. 한국에서는 2020년 결성된 일본 걸그룹"NiziU"의 영향을 받아 주목을 받았다.
이 그룹은 카파밀야 채널 리얼리티 방송 드림 메이커(Dream Maker, 2022-23)를 통해 MLD 엔터테인먼트와 ABS-CBN에 의해 결성되었다. 2023년 7월 24일에 데뷔 스튜디오 음반 Friend-Ship으로 데뷔했다.

## 구성원
- 빈치 - 필리핀인 구성원 리더, 보컬
- 킴 - 일본인 구성원  댄서, 래퍼
- 카일러 - 필리핀인 구성원 보컬리스트
- 레이스터 - 일본인 구성원 래퍼, 댄서
- 윈스턴 - 필리핀인 구성원 래퍼
- 제로미 - 일본인 구성원 댄서, 보컬
- 마커스 - 필리핀인 구성원 보컬

## 디스코그래피

### 스튜디오 앨범
- Friend-Ship : 2023년 7월 24일

## 수상 목록

### 시상식
- 2023년 아시아 아티스트 어워즈 포커스상